# Jason Becker
Jason Becker (Richmond, Kalifornia, 1969. július 22. –) amerikai gitáros, dalszerző, aki a Cacophony zenekar és David Lee Roth oldalán vált az 1980-as évek egyik legnagyobb hatású gitárosává[forrás?].

## Pályafutása
Jason zenészcsaládba született, így már ötévesen megtanul gitározni. 12 éves korára iskolákban és kávéházakban lép fel. 17 éves korában alapította meg Cacophony zenekarát barátjával, Marty Friedmannel, aki később a Megadeth tagja lett. Ebben az időben figyelt fel rá Mike Varney a Shrapnel kiadó főnöke, aki azonnal leszerződtette Beckert. A Cacophony thrash metal hatásokban bővelkedő speed metalt játszott, ahol Jason és Marty virtuóz gitározásán volt a hangsúly. Játékuk révén komoly hírnévre és elismertségre tettek szert, főleg szakmai körökben. A zenekar két lemezt adott ki (Speed Metal Symphony – 1987, Go Off – 1988), majd Marty és Jason is szólólemezt készített.
Marty Friedman Dragon's Kiss lemezén vendégként Jason is szerepelt. Jason Becker szólólemeze Perpetual Burn címmel jelenik meg, mely lemez az évek múlásával egyre inkább az instrumentális gitárzenék egyik mérföldkövévé válik. A lemezen minden hangszert Jason játszott fel, csak a dobokat bízta Atma Anur személyére, valamint néhány számban Marty Friedman vendégeskedik. Ezek után Jason meghívást kap az egykori Van Halen-énekes David Lee Roth zenekarába, a távozó Steve Vai helyére. Az együttes Amerika és a világ legnagyobb arénáiban játszik, slágereit folyamatosan játsszák az amerikai rádiók, így Jason számára az ajánlat egyenes út volt a rocksztárság felé. Még ebben az évben a tekintélyes Guitar Magazine szaklap olvasói a legjobb feltörekvő gitáros címet szavazzák meg neki.
Ezt követően új zenekarával stúdióba vonult, hogy felvegyék a soron következő David Lee Roth-albumot, de Becker nem tudott maximálisan a munkára koncentrálni, mert különös zsibbadást érzett a bal lábában. Eleinte nem foglalkozott a különös esettel, de amikor már napról napra rosszabbul lett, orvoshoz fordult, ahol amiotrófiás laterálszklerózist diagnosztizáltak.
Becker és családja teljesen összeroppant a hír hallatán, de Jason Vancouverbe repül, hogy folytassa az A Little Ain’t Enough stúdiómunkálatait. A stúdiózás során többször összeesik, egyetlen barátja kivételével senkinek sem szólt a betegségéről. Nagy nehézségek árán, mégis feljátszotta a lemezt, ami 1991-ben jelent meg. A korong megjelenése után belátta, hogy nincs értelme a további titkolózásnak, így mindenki számára nyilvánvalóvá vált, hogy Becker súlyos beteg. A lemezt követő turnén már nem vehetett részt. Ekkorra az egyik keze már teljesen lebénult, így világossá vált, hogy soha többé nem foghat gitárt a kezébe. Becker azonban nem adta fel. Egyik kezét használva billentyűs hangszeren komponált zenét gitárra, énekhangra és szimfonikus zenekarra. A megvalósítást zenészbarátai látták el. Az anyag 1995-ben jelent meg Perspectives címen. Először csak Japánban volt kapható az anyag, de Eddie Van Halen közreműködésével, később a világ minden pontján hozzáférhetővé vált.
1996-ra Beckernek már egyre nagyobb gondot okozott a beszéd, néhány hónap múlva már beszédképtelenné vált és lélegezni is csak nagy nehézségek árán tudott. Gégemetszést hajtottak végre nála, egy műanyagcsövön keresztül táplálták, ám állapota tovább romlott. Kórházba szállították, ahol a klinikai halál állapotába került. Két hét után mégis magához tért, és állapota javulni kezdett. Bár a mai napig teljesen beszéd- és mozgásképtelen, de egy az apja által kifejlesztett módszerrel képes kommunikálni a környezetével. A módszer lényege, hogy egy számítógép leolvassa a szemmozgását, és a két szem egy-egy mozdulatához az ábécé egyes betűit rendelik. Ezáltal viszonylagos gyorsasággal tud mondatokat alkotni. A szemmozgáshoz rendelt hangjegyek segítségével ismét képes zenét szerezni. Ez a zene, barátja, Marty Friedman szerint, csak a legnagyobb zeneszerzők alkotásaihoz mérhető.
1996 óta három válogatáslemez jelent meg a neve alatt (The Raspberry Jams – 1999, The Blackberry Jams – 2003, Collection – 2008). Warmth in the Wilderness I és II címen már két tribute-lemez is megjelent, olyan zenészekkel, mint Steve Vai, Paul Gilbert, Marty Friedman, Rusty Cooley vagy Mattias Eklundh.

## Stílus, hangszer
A neoklasszikus gitározás egyik legismertebb alakja, de az ismert barokk frázisokkal szemben az ő dallamvilágára inkább az 1800-as évek klasszikusai keverednek egyfajta keleties dallamvilággal. Játékára nagy hatást gyakoroltak a klasszikus zeneszerzők, Debussy ugyanúgy mint Paganini. Utóbbi 5th Caprice művét fel is dolgozta. Dallamos játéka nem nélkülözi a villámgyors arpeggiókat sem, ezáltal a 80-as évek egyik leggyorsabb kezű gitárosaként könyvelték el. Carvin Hurricane gitárokat használt többek között DiMarzio hangszedőkkel. 2008-ban jelent meg a Paradise Guitar, mely egy Jason Becker signature. Égertestű és juharnyakú, 24 érintős gitárról van szó, melyben Floyd Rose tremolórendszer és DiMarzio hangszedő található.

## Diszkográfia
Cacophony:
- Speed Metal Symphony (1987)
- Go Off! (1988)

Marty Friedman:
- Dragon's Kiss (1988)

Szóló:
- Perpetual Burn (1988)
- Perspective (1995)
- The Raspberry Jams (1999)
- The Blackberry Jams (2003)
- Collection (2008)

David Lee Roth:
- A Little Ain't Enough (1991)

Egyéb:
- Richie Kotzen (1989, prodúcer)

Instructional
- Hot Licks – The Legendary Guitar of Jason Becker